# Joel Corry
Pour les articles homonymes, voir Corry.
Joel Corry (né le 10 juin 1989 à Londres), est un disc jockey, producteur, musicien et personnalité de télévision britannique. En 2020, Joel Corry sort les singles Lonely et Head and Heart. Ce dernier, qui présente MNEK au chant, reste à la première place du UK Singles Chart pendant six semaines.

## Biographie
Joel Corry se fait connaître en 2019 avec la sortie de son single Sorry, avec la voix de Hayley May, qui atteint la sixième place du UK Singles Chart.  Corry déclare que son style musical est influencé par le UK garage en grandissant et que le genre joue « un rôle énorme dans son développement en tant que DJ et producteur ».
En juillet 2020, Joel Corry sort la chanson Head and Heart en collaboration avec le chanteur MNEK. C'est le premier single du disc jockey à se classer à la première place du UK Singles Chart britannique, du Nederlandse Top 40, de l'Ultratop Singles flamand et du classement des singles irlandais. Le single obtient la certification de platine au Royaume-Uni et en Australie, ainsi que la certification d'or au Canada et en Nouvelle-Zélande.

## Discographie

### Singles
| Titre                                                               | Année | Meilleures positions | Meilleures positions | Meilleures positions | Meilleures positions | Meilleures positions | Meilleures positions | Meilleures positions | Meilleures positions | Meilleures positions | Meilleures positions | Meilleures positions | Meilleures positions | Certifications | Album                |
| Titre                                                               | Année | R-U                  | ÉCO                  | ALL                  | AUS                  | BEL (FL)             | BEL (WAL)            | FRA                  | É-U Dance            | IRL                  | P-B                  | SUE                  | SUI                  | Certifications | Album                |
| ------------------------------------------------------------------- | ----- | -------------------- | -------------------- | -------------------- | -------------------- | -------------------- | -------------------- | -------------------- | -------------------- | -------------------- | -------------------- | -------------------- | -------------------- | --- | -------------------- |
| Back Again                                                          | 2015  | —                    | —                    | —                    | —                    | —                    | —                    | —                    | —                    | —                    | —                    | —                    | —                    | |                      |
| Light It Up                                                         | 2015  | —                    | —                    | —                    | —                    | —                    | —                    | —                    | —                    | —                    | —                    | —                    | —                    | |                      |
| No Good                                                             | 2015  | —                    | —                    | —                    | —                    | —                    | —                    | —                    | —                    | —                    | —                    | —                    | —                    | |                      |
| There You Are                                                       | 2015  | —                    | —                    | —                    | —                    | —                    | —                    | —                    | —                    | —                    | —                    | —                    | —                    | |                      |
| Headfucker                                                          | 2016  | —                    | —                    | —                    | —                    | —                    | —                    | —                    | —                    | —                    | —                    | —                    | —                    | |                      |
| Sunlight                                                            | 2016  | —                    | —                    | —                    | —                    | —                    | —                    | —                    | —                    | —                    | —                    | —                    | —                    | |                      |
| All I Need                                                          | 2017  | —                    | —                    | —                    | —                    | —                    | —                    | —                    | —                    | —                    | —                    | —                    | —                    | |                      |
| Just Wanna                                                          | 2017  | —                    | —                    | —                    | —                    | —                    | —                    | —                    | —                    | —                    | —                    | —                    | —                    | |                      |
| All the Things                                                      | 2017  | —                    | —                    | —                    | —                    | —                    | —                    | —                    | —                    | —                    | —                    | —                    | —                    | |                      |
| All Night                                                           | 2017  | —                    | —                    | —                    | —                    | —                    | —                    | —                    | —                    | —                    | —                    | —                    | —                    | |                      |
| Feel This Way                                                       | 2017  | —                    | —                    | —                    | —                    | —                    | —                    | —                    | —                    | —                    | —                    | —                    | —                    | |                      |
| Jeans Tight                                                         | 2018  | —                    | —                    | —                    | —                    | —                    | —                    | —                    | —                    | —                    | —                    | —                    | —                    | |                      |
| Good as Gold (featuring Hayley May)                                 | 2018  | —                    | —                    | —                    | —                    | —                    | —                    | —                    | —                    | —                    | —                    | —                    | —                    | |                      |
| Fallen (featuring Hayley May)                                       | 2018  | —                    | —                    | —                    | —                    | —                    | —                    | —                    | —                    | —                    | —                    | —                    | —                    | |                      |
| Sorry (en) (vocaux de Hayley May)                                   | 2019  | 6                    | 5                    | —                    | 40                   | —                    | —                    | —                    | 44                   | 3                    | —                    | —                    | —                    | - BPI : Platine - ARIA : Or | Another Friday Night |
| Lonely (en) (vocaux de Harlee)                                      | 2020  | 4                    | 5                    | —                    | —                    | —                    | —                    | —                    | 23                   | 3                    | —                    | —                    | —                    | - BPI : Platine | Another Friday Night |
| Head & Heart (featuring MNEK)                                       | 2020  | 1                    | 1                    | 5                    | 3                    | 1                    | 3                    | 46                   | 3                    | 1                    | 2                    | 4                    | 6                    | - BPI : 3 × Platine - ARIA : 5 × Platine - BEA: 2 × Platine - BVMI: 3 × Or - FIMI: 3 × Platine - IFPI AUT: Platine - IFPI DEN: Platine - MC : 2 × Platine - RMNZ : 2 × Platine - RIAA: Platine - SNEP : Platine | Another Friday Night |
| Bed (avec Raye & David Guetta)                                      | 2021  | 3                    | —                    | 34                   | 20                   | 9                    | 26                   | 137                  | 7                    | 3                    | 7                    | 76                   | 43                   | - BPI: Platine - ARIA: 2 × Platine - BVMI: Or - FIMI: Platine - IFPI AUT: Or - IFPI DEN: Or - SNEP : Or | Another Friday Night |
| Out Out (avec Jax Jones featuring Charli XCX & Saweetie)            | 2021  | 6                    | —                    | 20                   | 31                   | —                    | 17                   | 109                  | 9                    | 2                    | 20                   | 88                   | 32                   | - BPI: Platine - ARIA: Or - BVMI: Or - FIMI: Platine - IFPI AUT: Platine - IFPI DEN: Or - SNEP : Or | Another Friday Night |
| I Wish (featuring Mabel)                                            | 2021  | 17                   | —                    | —                    | —                    | —                    | —                    | —                    | 22                   | 16                   | —                    | —                    | —                    | - BPI: Or | Another Friday Night |
| Liquor Store                                                        | 2022  | —                    | —                    | —                    | —                    | —                    | —                    | —                    | —                    | —                    | —                    | —                    | —                    | |                      |
| The Parade (avec Da Hool)                                           | 2022  | —                    | —                    | —                    | —                    | —                    | —                    | —                    | —                    | —                    | —                    | —                    | —                    | | Another Friday Night |
| What I Need (avec Lekota)                                           | 2022  | —                    | —                    | —                    | —                    | —                    | —                    | —                    | —                    | —                    | —                    | —                    | —                    | |                      |
| What Would You Do? (avec David Guetta & Bryson Tiller)              | 2022  | 21                   | —                    | —                    | —                    | —                    | —                    | —                    | 12                   | 32                   | 73                   | —                    | —                    | - BPI: Argent | Another Friday Night |
| History (avec Becky Hill)                                           | 2022  | 18                   | —                    | —                    | —                    | 29                   | —                    | —                    | 30                   | 13                   | 84                   | —                    | —                    | - BPI: Argent | Another Friday Night |
| Lionheart (Fearless) (avec Tom Grennan)                             | 2022  | 18                   | —                    | —                    | —                    | 20                   | —                    | —                    | 35                   | 35                   | 34                   | —                    | —                    | - BPI: Argent | Another Friday Night |
| Molly (avec Cedric Gervais)                                         | 2022  | —                    | —                    | —                    | —                    | —                    | —                    | —                    | —                    | —                    | —                    | —                    | —                    | |                      |
| Yeah (avec Glockenbach & Tenchi featuring ClockClock)               | 2023  | —                    | —                    | —                    | —                    | —                    | —                    | —                    | —                    | —                    | —                    | —                    | —                    | |                      |
| Nikes (avec Ron Carroll)                                            | 2023  | —                    | —                    | —                    | —                    | —                    | —                    | —                    | —                    | —                    | —                    | —                    | —                    | |                      |
| Do U Want Me Baby? (avec Billen Ted featuring Elphi)                | 2023  | —                    | —                    | —                    | —                    | —                    | —                    | —                    | —                    | —                    | —                    | —                    | —                    | | Another Friday Night |
| Dance Around It (avec Caity Baser)                                  | 2023  | 61                   | —                    | —                    | —                    | —                    | —                    | —                    | —                    | 79                   | —                    | —                    | —                    | | Another Friday Night |
| 0800 Heaven (avec Nathan Dawe & Ella Henderson)                     | 2023  | 9                    | —                    | —                    | —                    | 26                   | —                    | —                    | —                    | 13                   | 27                   | —                    | —                    | | Another Friday Night |
| Desire (avec Icona Pop & Rain Radio)                                | 2023  | —                    | —                    | —                    | —                    | —                    | —                    | —                    | —                    | —                    | —                    | —                    | —                    | | Another Friday Night |
| Drinkin' (avec MK & Rita Ora)                                       | 2023  | 44                   | —                    | —                    | —                    | —                    | —                    | —                    | 38                   | —                    | —                    | —                    | —                    | | Another Friday Night |
| Do You Mind (avec JHart)                                            | 2023  | —                    | —                    | —                    | —                    | —                    | —                    | —                    | —                    | —                    | —                    | —                    | —                    | | Another Friday Night |
| Hey DJ                                                              | 2023  | 59                   | —                    | —                    | —                    | —                    | —                    | —                    | —                    | —                    | —                    | —                    | —                    | | Another Friday Night |
| Nikes On (avec Majestic & Ron Carroll)                              | 2024  | —                    | —                    | —                    | —                    | —                    | —                    | —                    | —                    | —                    | —                    | —                    | —                    | |                      |
| Riverside MF (avec Sidney Samson & Pajane)                          | 2024  | —                    | —                    | —                    | —                    | —                    | —                    | —                    | —                    | —                    | —                    | —                    | —                    | |                      |
| « — » indique que le single n'est pas sorti ou classé dans le pays. |       |                      |                      |                      |                      |                      |                      |                      |                      |                      |                      |                      |                      | |                      |

### Remixes
- 2019 : HRVY - Told You So (Joel Corry Remix)
- 2019 : Shaed & Zayn - Trampoline (Joel Corry Remix)
- 2019 : Karen Harding & Wh0 - I Don't Need Love (Joel Corry Remix)
- 2019 : Icona Pop - New Mistake (Joel Corry Remix)
- 2019 : Sigala featuring Ella Henderson - We Got Love (Joel Corry Remix)
- 2019 : Aitch featuring ZieZie - Buss Down (Joel Corry Dub)
- 2019 : Chico Rose featuring Afrojack - Sad (Joel Corry Remix)
- 2019 : Billy Da Kid featuring Natalie Gray - You Get What You Give (Music in You) (Joel Corry Remix / Joel Corry Dub)
- 2019 : Glowie - Unlovable (Joel Corry Remix)
- 2019 : Stormzy featuring Ed Sheeran & Burna Boy - Own It (Joel Corry Remix)
- 2019 : Conor Maynard - Hate How Much I Love You (Joel Corry Remix)
- 2019 : Joel Corry - Sorry (VIP Mix)
- 2019 : Wiley featuring Tory Lanez & Kranium & Dappy - My One (Joel Corry Remix)
- 2019 : Benny Benassi featuring Lil Yachty - Lonely Nights (Joel Corry Remix)
- 2019 : End of the World featuring Clean Bandit - Lost (Joel Corry Remix)
- 2019 : Parx - Finally (Joel Corry Remix)
- 2020 : Joel Corry - Lonely (VIP Mix)
- 2020 : Ella Eyre - New Me (Joel Corry Remix)
- 2020 : Anabel Englund - See The Sky (Joel Corry Remix)
- 2020 : Becky Hill featuring Shift K3Y - Better Off Without You (Joel Corry Remix)
- 2020 : Robbie Doherty & Keees - Pour The Milk (Joel Corry Remix)
- 2020 : Oliver Heldens featuring Boy Matthews - Details (Joel Corry Remix)
- 2020 : S1mba featuring DTG - Rover (Joel Corry Remix)
- 2020 : Kodaline - Wherever You Are (Joel Corry Remix)
- 2020 : Major Lazer featuring Marcus Mumford - Lay Your Head on Me (Joel Corry Remix)
- 2020 : Rhys Lewis - No Right to Love You (Joel Corry Remix)
- 2020 : Joel Corry featuring MNEK - Head & Heart (VIP Mix)
- 2020 : Katy Perry - Smile (Joel Corry Remix)
- 2020 : Clean Bandit & Mabel featuring 24kGoldn - Tick Tock (Joel Corry Remix)
- 2020 : Sam Smith - Diamonds (Joel Corry Remix)
- 2020 : Jax Jones & Au/Ra - I Miss U (Joel Corry Remix)
- 2020 : Robin Schulz featuring Kiddo - All We Got (Joel Corry Remix)
- 2020 : Pink Sweat$ - At My Worst (Joel Corry Remix)
- 2021 : Megan Thee Stallion - Body (Joel Corry Remix)
- 2021 : H.E.R. - Damage (Joel Corry Remix)
- 2021 : Maisie Peters - Psycho (Joel Corry Remix)
- 2021 : Joel Corry & Raye & David Guetta - Bed (Joel Corry VIP Mix)
- 2021 : Raye - Love of Your Life (Joel Corry Remix)
- 2021 : Ed Sheeran - Bad Habits (Joel Corry Remix)
- 2021 :  Joel Corry & Jax Jones featuring Charli XCX & Saweetie - Out Out (Joel Corry VIP Mix)
- 2021 : Nina Simone - Feeling Good (Joel Corry Remix)
- 2021 : Charli XCX - Good Ones (Joel Corry Remix)
- 2021 : Alok & John Legend - In My Mind (Joel Corry Remix)
- 2021 : Joel Corry featuring Mabel - I Wish (VIP Mix)
- 2022 :  Poo Bear - Distant Shore (Joel Corry Remix)
- 2022 :  Diplo & Miguel - Don't Forget My Love (Joel Corry Remix)
- 2022 : Joel Corry & David Guetta & Bryson Tiller - What Would You Do? (Joel Corry VIP Mix)
- 2022 : Harlee - Reset (Joel Corry Remix)
- 2022 : Lewis Thompson & David Guetta - Take Me Back (Joel Corry Remix)
- 2022 : Joel Corry & Becky Hill - History (VIP Mix)
- 2022 : KSI - Summer Is Over (Joel Corry Mix)
- 2022 : Britney Spears & Elton John - Hold Me Closer (Joel Corry Remix)
- 2022 : Meghan Trainor - Made You Look (Joel Corry Remix)
- 2023 : Tiësto featuring Tate McRae - 10:35 (Joel Corry Remix)
- 2023 : Joel Corry & Tom Grennan - Lionheart (Fearless) (Joel Corry VIP Mix)
- 2023 : Frank Walker & Ella Henderson - I Go Dancing (Joel Corry Remix)
- 2023 : Glockenbach & Joel Corry & Tenchi featuring ClockClock - Yeah (Joel Corry VIP Mix)
- 2023 : David Guetta & Anne-Marie & Coi Leray - Baby Don't Hurt Me (Joel Corry Remix)
- 2023 : Joel Corry & Caity Baser - Dance Around It (VIP Mix)
- 2023 : Nathan Dawe & Joel Corry & Ella Henderson - 0800 Heaven (Joel Corry VIP Mix)
- 2023 : Tom Grennan - How Does It Feel (Joel Corry Remix)
- 2023 : Joel Corry & Icona Pop & Rain Radio - Desire (Joel Corry VIP Mix)
- 2023 : Joel Corry & MK & Rita Ora - Drinkin' (Joel Corry VIP Mix / Mainstage Mix)
- 2023 : Billy Gillies featuring Hannah Boleyn - DNA (Loving You) (Joel Corry Remix)
- 2023 : Joel Corry - Hey DJ (Joel Corry VIP Mix)
- 2024 : Ella Henderson featuring Rudimental - Alibi (Joel Corry Remix)
- 2024 : Joel Corry & Billen Ted featuring Elphi - Do U Want Me Baby? (VIP Mix)